# Edgar Savisaar
Edgar Savisaar (n. 31 mai 1950, Comuna Harku, Regiunea Harju, Estonia – d. 29 decembrie 2022, Tallinn, Estonia) a fost un politician eston și președinte al Partidului de Centru (Keskerakond), care a făcut parte din coaliția guvernamentală. În guvernul Ansip a fost Ministrul Afacerilor Economice și Comunicațiilor. De asemenea, Savisaar a fost prim-ministrul Estoniei între 1990 și 1992, și primarul capitalei Talin din 2001 până la 14 octombrie 2004. A fost primar al capitalei Tallinn din 2007 până în 2015.

## Biografie
Savisaar s-a născut în Comitatul Harju. Și-a făcut studiile la Universitatea din Tartu, terminând istoria în 1973. A fost printre cei mai controversați oameni politici din Estonia. Deși unii, mai ales minoritatea rusă, îl văd ca un ocrotitor al săracilor, alții îl acuză de nepotism, populism, corupție și pentru legăturile sale strânse cu politicieni ruși.